# Hamon de Massey
Hamon de Massey también Hamon de Mascy (c. 1056-1101) fue un noble caballero anglonormando, señor de Dunham, una de las ocho antiguas baronías de Hugo Lupus. Hijo de Guillermo de la Ferté-Macé, probablemente nació en La Ferté-Macé o Ferté de La Macé, una fortaleza de reciente construcción en Normandía. Participó en la conquista normanda de Inglaterra (1066), por lo que Guillermo el Conquistador le concedió el feudo de Bramall Hall en 1070. Al ser hijo ilegítimo de Guillermo, su labor estaba limitada a escudero de su hermano Mathieu de la Ferté-Macé (m. 1075), quien al morir en el campo de batalla en Shropshire, todos los bienes de su difunto hermano incluidas las baronías de Agden, Baguley, Bowdon, Dunham, Hale y Little Bollington tras la conquista, pasaron a manos de Hamon, que fue nombrado barón por Hugo Lupus, por derecho propio como conde de Chester, a partir de 1071. Guillermo le concedió el feudo de Bramall Hall en 1070.
Es el primer referente de la familia de Mascy en Inglaterra, cuyo feudo estaba en Durham. Todos los descendientes vivieron en Dunham Massey Hall hasta 1458, cuando la heredad pasó a manos de la familia de Booth por matrimonio con una heredera Massey. Esas baronías pertenecían a un noble sajón llamado Aelfward antes de la conquista, según el Libro Domesday. En 1085, la familia Massey poseía nueve señoríos en Cheshire. En 1092 Hugo Lupus agasajó a Guillermo Rufus con una partida de caza en Wirrall, junto a sus dos incondicionales barones Hamon de Mascy y Guillermo de Venables. Esto probablemente tuvo lugar en tierras reservadas como coto de caza del rey y consideradas como su posesión, propiedades que no habían sido objeto de una concesión, ni siquiera al conde Hugo Lupus. Sin duda, a raíz de algún suceso ocurrido durante esta expedición de caza, se otorgó la nueva propiedad de Puddington a Hamon, como feudatario de Hugo Lupus, y Venables como testigo. Fue benefactor de la iglesia de San Werburgh en Chester, a la que donó la aldea de Northerden (Northenden), en el hundred de Maxfield o Macclesfield. 

## Herencia
Se casó con Margarita De Sees (c. 1077-1105), hija de Osbern de Sacey (c. 1042-1077). Fruto de esa relación nacieron varios hijos:
- Hamon II de Massey, 2º barón de Dunham-Massey (c. 1100-1140);
- Margarita de Massey (c. 1102-?), esposa de Henry FitzRobert, señor de Trafford;
- John de Massey (c. 1104-?);
- Robert de Massey (c. 1102-1124);[5]
- Richard de Massey (m. 1189);
- Hugh de Massey (m. 1189).